# S Petit Nico
 (juillet 2021).
Nicolas Seguy, qui se faisait appeler jusqu'en 2014 S Petit Nico, est un auteur, compositeur, interprète et réalisateur artistique qui s'est notamment produit aux FrancoFolies de Montréal, Café de la Danse, Zèbre de Belleville, Le Sentier des Halles, etc. Il a repris son nom en 2015 pour la sortie d'un nouvel album.
Il a aussi composé pour des artistes tels que Grand Corps Malade, Rouda, Souleymane Diamanka, Ami Karim. Il accompagne d'ailleurs en tant que pianiste sur scène Grand Corps Malade de 2006 à 2007, puis Kery James de 2008 à 2010.
On[Qui ?] a également entendu ses compositions au théâtre, au cinéma et en publicité.
S Petit Nico a sorti son premier album, Humain"", le 14 février 2011[source insuffisante].

## Discographie

### Collaborations
Disques
- 2006 : Compositeur de 10 titres et réalisateur de l’album « Midi 20 » de Grand Corps Malade (Anouche productions / AZ (label) / Universal)  no 3,  no 4,  no 28
- 2006 : Compositeur et réalisateur du titre « Muse amoureuse » sur l’album « L’hiver Peul » de Souleymane Diamanka (Anakroniq/Barclay Records/Universal)
- 2007 : 2 Victoires de la musique: Album révélation de l'année & Artiste révélation scène de l'année pour l’album « Midi 20 » de Grand Corps Malade
- 2007 : Compositeur du titre « Je voulais juste que tu m’aimes » de Amel Bent (Jive-Epic/Sony BMG Music Entertainment)
- 2007 : Compositeur et réalisateur de 8 titres de l’album « Éclipse totale » de Ami Karim (Virgin/EMI Group)
- 2007 : Compositeur et coréalisateur de 6 titres de l’album « Musique des lettres » de Rouda (Les Chants du Monde/Harmonia Mundi)
- 2008 : Compositeur de 5 titres sur le deuxième album de Grand Corps Malade "Enfant de la ville" (Anouche productions / AZ (label) / Universal)  no 2,  no 6,  no 15
- 2008: Compositeur de 2 titres sur le Maxi de Sancho "Imagine EP" (Artside / Believe Digital)
- 2009 : Interprète sur le titre "Désolé" de Kery James, ESPOIR POUR HAÏTI Avec Amel Bent, Awa Imani, Beethova Obas, Christophe Maé, Davy Sicard, Diam’s, Jacob Desvarieux, Jena Lee, Kayna Samet, Kenza Farah, Kery James, Natasha St-Pier, Souad Massi, S Petit Nico, Tiken Jah Fakoly, William Baldé, Youssou N’Dour
- 2010 : Compositeur du titre Roméo kiffe Juliette sur le troisième album de Grand Corps Malade "3eme Temps" (Anouche productions / AZ (label) / Universal)
- 2012 : Réalisateur de 4 titres sur l'album "92.2012" de Kery James  (Silene / Believe)

Live
- 2006-2007 : Pianiste et directeur musical de la tournée "Midi 20" de Grand Corps Malade
- 2008-2010 : Pianiste et arrangeur musical des tournées "A l'ombre du show-bizness" et "Réel" de Kery James
- 2010 : Pianiste et réalisateur musical du projet «No Mad Land» de Lyor (129h Productions)

## Musique de film
- 2008 : Ma poubelle géante[4] Réalisé par Uda Benyamina
- 2008 : Dead Buddy[5] Réalisé par Cédric Ido
- 2009 : Lauréat[6] Compositeur de l'Université d’été internationale Émergence (cinéma), Tous les chats sont gris (la nuit) Scène imposée : « Musique de film » réalisé par Savina Dellicour
- 2011 : Cocompositeur de la musique du dessin animé Au loin[7] Réalisé par Studio Kippik

## Musique de théâtre
- 2003 : Suzanne voyage à itinéraires multiples à travers la silhouette des choses[8], par le Collectif Quatre Ailes
- 2005 : Sir Semoule ou l'Homme rêvé[9], par le Collectif Quatre Ailes
- 2006 : Des factures… Des gens… Et une petite histoire d'amour [10], de Yacine Belhousse
- 2009 : Le projet RW [11] (expériences aériennes en Helvétie) d’après La Promenade de Robert Walser, par le Collectif Quatre Ailes
- 2011 : La Belle au bois de Jules Supervielle[12], par le Collectif Quatre Ailes
- 2012 : L'Oiseau bleu de Maurice Maeterlinck[13], par le Collectif Quatre Ailes
- 2015 : L'embranchement de Mugby[14], par le Collectif Quatre Ailes

## Musique de publicité
- 2009 : Spot Citroën "C5 Snow Motion"[2], Agence H/EURO RSCG
- 2009 : Spot Wrangler "Why"[15] Campagne "We are animals" , Agence FFL Paris